# Acraea parrhasia
Acraea parrhasia är en fjärilsart som beskrevs av Fabricius 1793. Acraea parrhasia ingår i släktet Acraea och familjen praktfjärilar. Inga underarter finns listade i Catalogue of Life.

## Bildgalleri

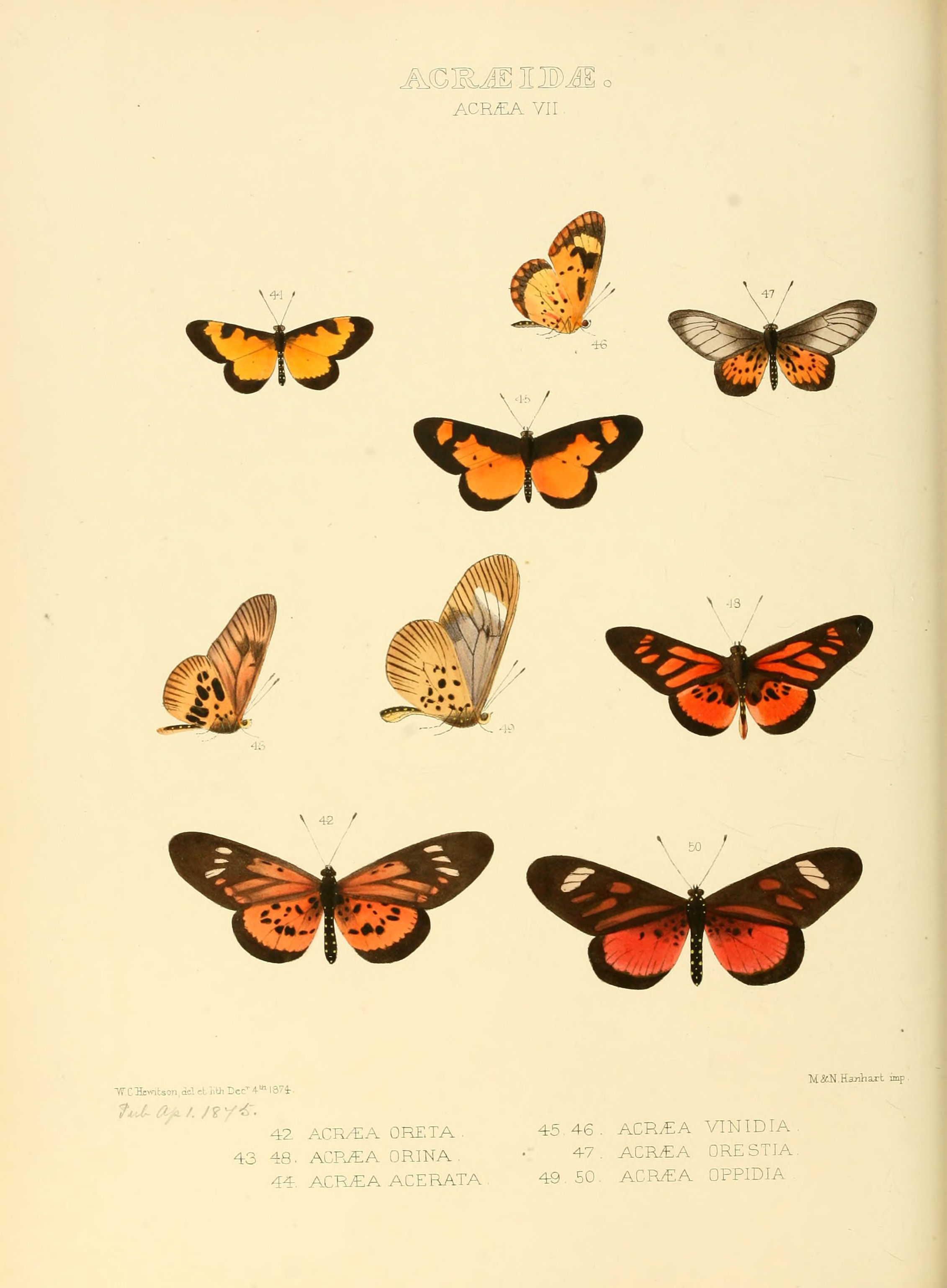